# سي حاج محند سمير
سي حاج محند سمير مواليد 16 يوليو 1982 في بجاية، الجزائر، هو لاعب كرة قدم جزائري يلعب مع أهلي برج بوعريريج كلاعب وسط.

## المسيرة الاحترافية

### أندية لعب لها
- مولودية بجاية
- جمعية الخروب
- أهلي برج بوعريريج

## روابط خارجية
- سي حاج محند سمير على موقع قاعدة بيانات كرة القدم.إي يو (الإنجليزية)
- سي حاج محند سمير على موقع Soccerway.com (الإنجليزية)